# Martin Zaťovič
Martin Zaťovič (ur. 25 stycznia 1985) – czeski hokeista, reprezentant Czech.

## Kariera
- HC Přerov U18 (1999-2002)
- HC Přerov U20 (2002-2004)
- HC Přerov (2003-2004)
- HC Energie Karlowe Wary U20 (2004-2006)
- SK Kadaň (2005-2006)
- HC Baník Sokolov (2007)
- HC Most (2007-2009)
- HC Energie Karlowe Wary (2005, 2006-2007, 2008, 2009-2014)
- Łada Togliatti (2014-2016)
- HC Kometa Brno (2016-)

Wieloletni zawodnik HC Energie Karlowe Wary. Od czerwca 2014 zawodnik rosyjskiego klubu w lidze KHL. Od czerwca 2016 zawodnik Komety Brno.
W sezonie 2013/2014 został powołany do reprezentacji Czech. Na początku maja 2014 wystąpił na turnieju Oddset Hockey Games 2014 w ramach cyklu Euro Hockey Tour. Uczestniczył w turniejach mistrzostw świata w 2014, 2015, 2016.

## Sukcesy
Klubowe
- Srebrny medal mistrzostw Czech: 2008 z HC Energie Karlowe Wary
- Złoty medal mistrzostw Czech: 2009 z HC Energie Karlowe Wary, 2017 z Kometą Brno